# Water- en uitkijktoren
De Water- en uitkijktoren is een watertoren aan de Kerkhofstraat in de Antwerpse plaats Heist-op-den-Berg. De toren staat bovenop de Heistse Berg, te midden van het Hoogbergbos. 

## Beschrijving
De toren heeft een hoogte van 32 meter vanaf de grond. Door de extra 46 meter van de Heistse berg op deze plaats heeft de watertoren een secundaire functie als uitkijktoren en is er een uitkijkgalerij op 71,6 meter boven zeeniveau. Bij helder weer kan men het Atomium in Brussel zien, evenals de haven en kathedraal van Antwerpen.
De toren bevat twee waterreservoirs, één met een capaciteit van 200 kubieke meter en één met een capaciteit van 600 kubieke meter.
De zuilvormige ronde bakstenen toren is voorzien van een natuurstenen plint, rechthoekige vensters en wordt bekroond door een kegelvormig dak. Het dak is voorzien van een koperen zwaan die door de Heistse kunstsmid Arthur Vereecke werd vervaardigd.

## Geschiedenis
Het Hoogbergbos was tot 1886 eigendom van het Huis Ursel. In dat jaar werd het goed verkocht aan de Heistse notaris Caluwaert, waarna het sindsdien tot op heden in bezit van de familie Caluwaert bleef. De watermaatschappij PIDPA kocht er in 1956 een stuk grond aan voor de bouw van een watertoren. De toren werd ingehuldigd op 2 mei 1959. De uitkijkgaanderij werd in 1966 in gebruik genomen.
In 2009 bestond de toren 50 jaar. Dit werd gevierd met activiteiten in en rond de watertoren. De activiteiten waren een gemeenschappelijk initiatief van de PIDPA, de dienst toerisme van Heist-op-den-Berg, Natuurpunt en het Regionaal Landschap Rivierenland.

## Afbeeldingen

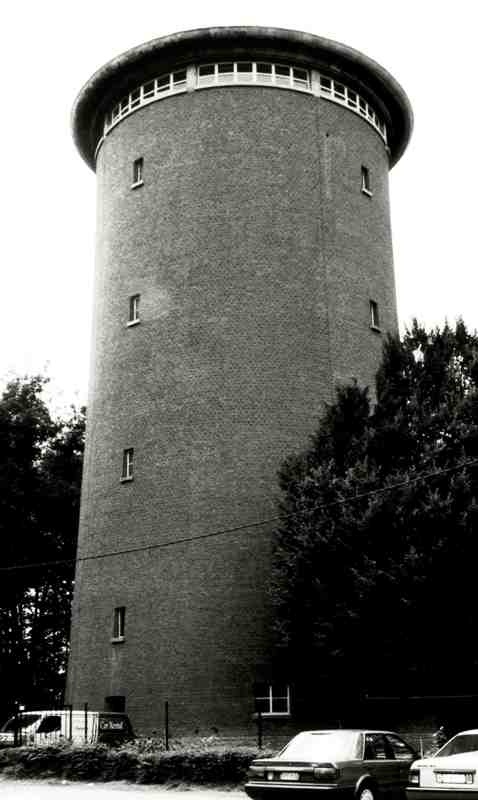
De Water-en uitkijktoren in 1996

Abdij van Tongerlo ·
Abdij van Westmalle ·
Antwerpen (Cuperusstraat) ·
Antwerpen (Draakplaats) ·
Antwerpen (Halenstraat) ·
Antwerpen (Noordelaan) ·
Antwerpen (Simonstraat) ·
Antwerpen (Steenovenstraat) ·
Antwerpen (Vosseschijnstraat) ·
Antwerpen (Wilmarsdonksteenweg) ·
Balen (Gerheide) ·
Balen (Zinkstraat) ·
Beerse (Boudewijnstraat) ·
Beerse ·
Berendrecht ·
Bonheiden ·
Boom (Jan Frans Willemstraat) ·
Boom (Nachtegaalstraat) ·
Bornem ·
Borsbeek ·
Brasschaat (Aerdelei) ·
Brasschaat (Alfredlei) ·
Brasschaat (Brechtse Baan) ·
Brasschaat (Kapellei) ·
Brasschaat (Laarsebeekdreef) ·
Brasschaat (Parklei) ·
Broechem ·
Dessel (Europalaan) ·
Dessel (Turnhoutsebaan) ·
Duffel (Leopoldstraat) ·
Duffel (Rechtstraat) ·
Duffel (Stockletlaan) ·
Essen ·
Geel ·
Gooreind ·
Grobbendonk (Hofeinde) ·
Grobbendonk (militair domein) ·
Heist-op-den-Berg (Kerkhofstraat) ·
Heist-op-den-Berg (Bredestraat) ·
Hemiksem (Brouwerijstraat) ·
Hemiksem (Scheldeboord) ·
Herentals ·
Herselt ·
Kalmthout ·
Kalmthout ·
Kasterlee ·
Leest ·
Lichtaart ·
Lier (Bollaarstraat) ·
Lier (Eeuwfeestlaan) ·
Lint ·
Mechelen (Generaal De Wittelaan) ·
Mechelen (Halsveststraat) ·
Mechelen (Hombeeksesteenweg) ·
Mechelen (Juniorslaan) ·
Mechelen (Molstraat) ·
Meer ·
Meerhout ·
Merksem ·
Merksplas ·
Mol (Boeretang) ·
Mol (Bossestraat) ·
Mol (Colburnlei) ·
Mol (E. Beckaertlaan) ·
Mol (Lichtstraat) ·
Mol (Pompstraat) ·
Mortsel ·
Muizen (Karolingenstraat) ·
Muizen (Leuvensesteenweg) ·
Niel ·
Nijlen ·
Noorderwijk ·
Oevel ·
Olen (Kasteelstraat) ·
Olen (Oevelseweg) ·
Olen (Voortkapelseweg) ·
Oostmalle (SNCV-depot) ·
Oostmalle (Turnhoutsebaan) ·
Oud-Turnhout ·
Putte ·
Puurs ·
Ranst ·
Ravels (Kanaaldijk) ·
Ravels (Moleneinde) ·
Reet (Pierstraat) ·
Reet (Rumstsestraat) ·
Rijkevorsel ·
Rijmenam ·
Rumst ·
Schelle (Amperestraat) ·
Schelle (Tolhuistraat) ·
Schelle (Wuststraat) ·
Schilde ·
Schoten ·
Schriek ·
Sint-Amands ·
Sint-Job-in-'t-Goor (Kleinvraagstraat) ·
Sint-Job-in-'t-Goor (Watertorenstraat) ·
Sint-Katelijne-Waver ·
Tielen ·
Turnhout (Hofstraat) ·
Turnhout (Warandestraat) ·
Veerle ·
Weelde ·
Westerlo ·
Westmalle ·
Wijnegem ·
Willebroek (Appeldonkstraat) ·
Willebroek (Kapitein Trippestraat) ·
Willebroek (Vaartdijk) ·
Wommelgem ·
Wuustwezel ·
Mechelen (Kruisbaan)